# Claude Droussent
Claude Droussent, né le 22 février 1958 à Senlis (Oise), est un journaliste sportif et entrepreneur français.
De mars 2003 à avril 2008, il est directeur des rédactions de L'Équipe,. 

## Biographie
Claude Droussent commence sa carrière de journaliste en 1981 au quotidien Le Parisien comme reporter au service des sports, avant de rejoindre le projet de quotidien Le Sport en 1987-1988.
De 1989 à 1993, il est grand reporter à L'Équipe, puis devient rédacteur en chef du mensuel Vélo (Vélo Magazine à partir de 1994). Il obtient le prix du meilleur article sportif en 1992. En 1995, il devient rédacteur en chef de L'Équipe magazine, puis directeur adjoint de la rédaction de L'Équipe en 2000, directeur de la rédaction en mars 2003 et enfin directeur de l'ensemble des rédactions « print et numériques » en 2005. Il quitte son poste en 2008. 
Il est par ailleurs le cofondateur de l'épreuve cycliste de masse « L'Étape du Tour » et créateur des trophées des « Vélos d'or » en 1993.
De septembre 2008 à 2016, il mène une activité de créateur d'entreprise et de conseil en sport et médias en créanr « Malt by Claude Droussent ». En août 2012, il crée sporteens.com, plateforme numérique consacrée au sport pour les enfants.
D'avril 2009 à janvier 2010, il a été  rédacteur en chef de l'hebdomadaire et du site web Le 10 Sport.
Après avoir publié plusieurs ouvrages sur l'histoire et les pratiques du cyclisme, il se reconvertit à partir de 2022 dans une activité de guide-accompagnateur, moniteur et consultant vélo, tourisme et mobilités.
En avril 2022, il appelle à voter pour Emmanuel Macron au second tour de l'élection présidentielle française pour faire barrage au Rassemblement national.

## Publications
- L'Encyclopédie de la boxe, Paris, éditions Ramsay, 1990, 263 p. (ISBN 2-85956-878-6).
- L'Année du cyclisme 1996, Paris, Calmann-Lévy, novembre 1996 (ISBN 978-2-7021-2776-6).
- L'Année du cyclisme 1997, Paris, Calmann-Lévy, 1997.
- L'Année du cyclisme 1998, Paris, Calmann-Lévy, 1998.
- L'Année du cyclisme 1999, Paris, Calmann-Lévy, 1999.
- L'Année du cyclisme 2000, Paris, Calmann-Lévy, 2000.
- 1 000 maillots du Tour de France, Paris, Editions de La Martinière, 2016.
- Les plus beaux endroits pour pédaler, Paris, Gründ, 2017 (ISBN 9782324020100)[12].
- Cycling Paradises: 100 Bike Tours of the World's Most Breathtaking Places to Pedal, Universe, 2018 (ISBN 978-0789333865).
- Très beaux vélos, Paris, Gründ, 2018 (ISBN 978-2324022111)[13].
- L'Atlas Vélo augmenté par Strava, Paris, Solar, 2019 (ISBN 2263161023)[14],[15].
- L'Atlas Vélo Europe augmenté par Strava, Paris, Solar, 2020 (ISBN 2263170650).
- Les plus beaux endroits pour pédaler en France, Paris, Gründ, 2021 (ISBN 2324028670).
- Vélo innovants, étonnants, exceptionnels, L'Imprévu, 2022 (ISBN 1029509735)[16].
- Cycling Atlas North America: The 350 Most Beautiful Cycling Trips in the US, Canada, and Mexico, Universe, 2022 (ISBN 978-0789337764).
- Cycling Atlas Europe: The 350 Most Beautiful Cycling Trips in Europe, Universe, 2023 (ISBN 978-0789339539).

## Vidéographie
- Avec François Biétry :
  - Hinault : Le Temps des victoires. France Télévisions 2015.
  - Hinault : Le Temps de la légende. France Télévisions 2015[17].

## Distinctions
- Chevalier de la Légion d'honneur (décret du 6 avril 2007)[18]